# Stefan Jarl

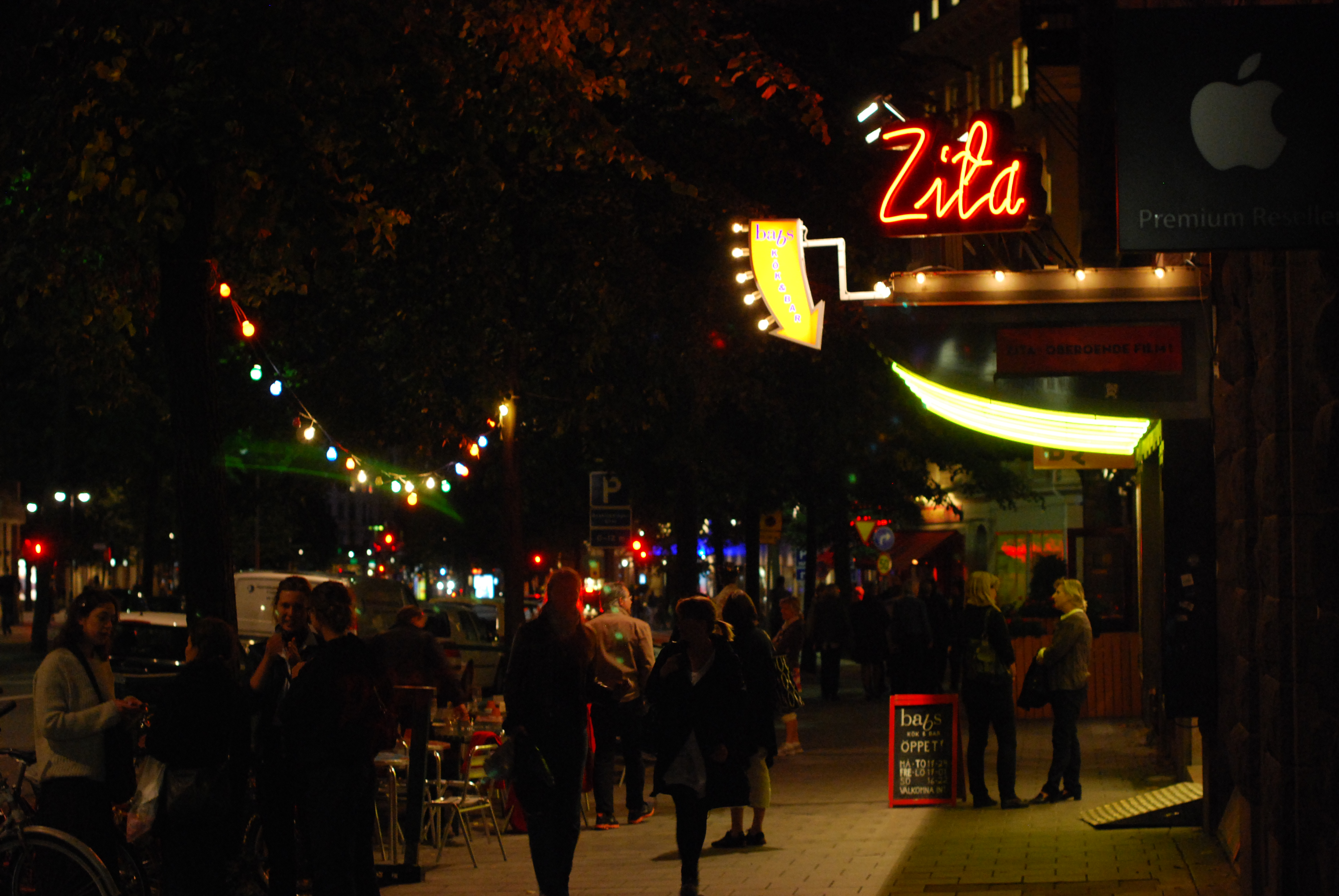
Biografen Zita i Stockholm, september 2009

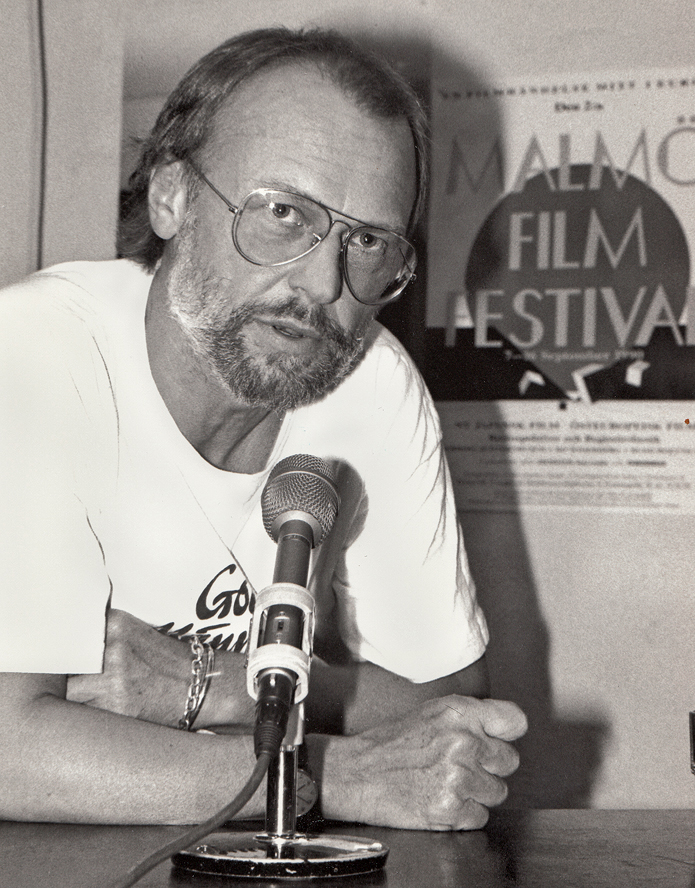
Stefan Jarl under Malmö Filmfestival 1990.

Stefan Jarl, född 18 mars 1941 i Skara, är en svensk dokumentärfilmare, filmregissör, författare och debattör.
Jarl är mest känd som dokumentärfilmare, men har också gjort spelfilm med starkt socialt engagemang; Goda människor (1990) och Jag är din krigare (1997). Som centralperson i den alternativa filmrörelsen i Sverige är han en stridbar debattör som fört en envis kamp mot kommersialismen i filmbranschen. Tillsammans med Ulf Berggren grundade han 1973 kulturföreningen och biografkedjan Folkets Bio. Jarl har även arbetat som produktionsledare, bland annat åt Bo Widerberg. Om den senare gjorde han dokumentärfilmen Liv till varje pris (1998).
Hans mest kända filmer är den dokumentära Modstrilogin som består av Dom kallar oss mods (1968), Ett anständigt liv (1979) och Det sociala arvet (1993). Han följer där under några decennier människor i samhällets utkanter och avslutade med att se hur deras barn i sin tur gör sina livsval. Modstrilogin avrundades med kortfilmen Epilog (2006). För den förstnämnda filmen fick han Chaplin-priset 1968 och för den andra en Guldbagge 1979 för Bästa regi. År 1990 fick han ännu en Guldbagge för sitt samlade kreativa filmarbete. År 2010 väckte filmen Underkastelsen, om den kemiska förgiftningen av vår livsmiljö och våra kroppar, internationell uppmärksamhet och kallades av FN:s miljöprogram UNEP för ”en av århundradets viktigaste filmer”. 2012 blev Stefan Jarl utsedd till hedersdoktor vid dåvarande Fakulteten för samhälls- och livsvetenskaper vid Karlstads universitet. I motiveringen nämns bland annat Modstrilogin samt Underkastelsen, i den senare har forskare från Karlstads universitet en framträdande roll.
Jarl är en kontroversiell filmare. Hans film Godheten från 2013, som SVT köpte visningsrättigheten till, fick inte som planerat visas före riksdagsvalet 2014. Detta trots att filmen inte tar någon partipolitisk ställning.
Jarl är filosofie kandidat i estetik och utbildade sig vid Svenska Filminstitutets filmskola 1965–1967. Han är gift med Anette Lykke Lundberg, som också är filmklippare i hans produktionsteam.
Sin filmbana började han som elev och regiassistent åt Arne Sucksdorff i bland annat i Pojken i trädet (1961). Genom samarbetet med Sucksdorff väcktes hans intresse för sambandet människa och natur, ett ämne han återkommit till i filmer som Naturens hämnd (1983), Samernas land (1994) och Jag är din krigare (1997). Senare gjorde han också filmen Skönheten ska rädda världen (2001) om Arne Sucksdorff.

## Tradition, inspiration och förebilder
Jarl arbetar i en dokumentära tradition med rötter i 1930-talets brittiska dokumentärfilmrörelse med John Grierson i spetsen. Han erkände dokumentärens potential att förändra människors tankesätt, och med den blev det tillåtet att iscensätta, rekonstruera och dramatisera verkligheten. Efter Sergej Eisenstein använde man montaget som förmedlar budskapet genom att sätta samman händelser. Den traditionen har Jarl fört vidare. Sanningen som ska fram är den sanning regissören vill ha fram eller med hans egna ord: ”Regi i dokumentärfilmsammanhang handlar helt enkelt om förhållandet mellan den framför och den bakom kameran. Finns där en förtrolig, bra relation, kan man i princip arrangera vad som helst”.
För Jarl blev Arne Sucksdorff en inspirationskälla. Det var hans film Det stora äventyret (1953) inspirerade Jarl till att som pojke börja filma. När sedan Sucksdorff spelade in sin film Pojken i trädet (1961) i Skara sökte Jarl upp filmaren och fick arbeta med honom. Det blev en viktig skola och mellan dem utvecklade sig en livslång vänskap. Via natur- och djurfilmer iscensatte Sucksdorff ett paradistillstånd som inte riktigt ville infinna sig. Stefan Jarls filmer Naturens hämnd (1983) och Jag är din krigare(1997) anknyter till Sucksdorffs filmer men hos Jarl finns inte spår av paradis och han har en fördjupad människosyn. Förmågan att iscensätta, dramatisera och att använda montaget för att skapa associationer lärde sig Jarl av Sucksdorff.  ”Montaget går helt enkelt ut på att Det Osedda blir Synligt”, menar han.
Som inspiratör till Jarls engagerade samhällsreportage har Peter Weiss varit central. Hans kortfilmer var samhällskritiska och skildrade fängelser, missbruksmiljöer och trista förorter. De bröt radikalt med tidigare svenska filmtraditioner och det gjorde honom länge utfrusen av 1950-talets svenska filmetablissemang. Utan pengar eller stöd skapade han tidningen Filmfront och han väckte tidigt debatt om filmen och filmarnas villkor, kritiserade filmcensuren och tog fram behovet av utbildning för filmare. När Sverige 1964 fick en filmskola under Filminstitutet sökte sig Stefan Jarl dit och fortsatte tillsammans med andra unga filmare Weiss kamp.

## Från filmskola till filmdebut (1964–1968)
Harry Schein förverkligade den svenska filmreformen med inrättandet av Stiftelsen Svenska Filminstitutet år 1963. I det första filmavtalet fanns en jury som skulle dela ut ett generöst tilltaget kvalitetsstöd i efterhand. Det stödet gjorde 1960-talet till något av den svenska filmens guldålder.
Jarl kom in på Filminstitutets filmskolas produktionsledarlinje 1964. Där började han samarbeta med regilinjens Jan Lindqvist om en serie ungdomsprogram för TV. I serien, som kallades S-Tänk, undersökte de ungdomskulturen genom att intervjua de unga i deras miljö. Serien ger en mörk bild av ungdomens situation, de beskriver sig som ohörda och utan möjlighet att påverka. I det sista programmet Snutar träffar de ett trettiotal mods på en fritidslokal som berättar om polisbrutalitet och rättslöshet. Det var vid den inspelningen filmarna för första gången träffade Kenta Gustafsson och Stoffe Svensson. Den osminkade verklighetsskildringen i S-Tänk gjorde att stora delar av serien censurerades bort av TV.
Filmskolan blev ganska snart en härd för konflikter och generationsmotsättningar. Ingmar Bergman, som rekryterats som lärare, ansågs reaktionär av eleverna. Motsättningarna tog sig uttryck i en rad elevfilmer som Den vita sporten (1968) av filmkollektivet Grupp 13 och Dom kallar oss mods. Då Filmskolans budget inte medgav elevproduktioner i långfilmsformat, lyckades Jarl och Lindqvist på olika vägar frigöra de 50 000 kr som krävdes för att starta inspelningen. Senare fick de ytterligare 20 000 kr från Filminstitutet för att färdigställa filmen. Filmen fick distribueras av ett litet porr- och våldsfilmbolag.
Premiären av Dom kallar oss mods blev uppskjuten, då Statens Biografbyrå ville avlägsna en autentisk samlagsscen, detta trots att samlagsskildringar blivit vanliga i filmer på den här tiden (Tystnaden, 491 och Nyfiken-filmerna) Efter en långdragen debatt i pressen släpptes till slut Dom kallar oss mods utan klipp, vilket ledde till en sensationsartad och i förväg utsåld premiär i mars 1968. Dom kallar oss mods fick övervägande positiva recensioner. Den tilldelades det näst högsta kvalitetsstödet av Filminstitutets jury, efter Kjell Gredes Hugo och Josefin men före Ingmar Bergmans Vargtimmen. Jarl och Lindqvist stod därmed som segrare över alla som motarbetat dem: Filminstitutet, filmproducenterna, distributörerna, biograferna och – sist – censuren.

## Kamp för den fria filmen (1968–1976)

### Filmare mot Filminstitutet
I Dom kallar oss mods efterföljd producerades en rad dokumentärfilmer enligt samma modell, kollektivfilm. Filmerna produceras kollektivt med vad det innebär för förluster och vinster. Den förbilligade produktionsprocessen gjorde att filmarna behöll kontrollen över sitt arbete, vilket resulterade i en rad egensinniga och starkt samhällskritiska filmer. Rekordåren (1966/1967/1968), Gruvstrejken (1970) och Kamrater, motståndaren är välorganiserad (1970) är exempel på kollektivt producerade filmer från den här tiden. Problemet med att få inflytande över distributions- och visningskanalerna kvarstod vilket blev en black om foten för filmer som ville vara aktuella.
Filmreformen hade inte ändrat branschens struktur och osynliga regler, utan tvärtom, kvalitetsfilmbegreppet hade blivit ett ytterligare hinder för nytänkande. De nya filmrörelsen sågs inte med blida ögon av etablissemanget och Schein ville stödja färre – konstnärligt värdefulla hellre än samhällstillvända – filmer för en sparsmakad publik. Den samhällskritiska dokumentären, ansåg Schein var en angelägenhet för televisionen och inte för biografen. Jarl och Lindqvist menade att kvalitetsstödet borde göras om till ett förhandsstöd tillgängliga för fler filmare och filmer som skildrade samtiden.
I sitt nästa filmprojekt ville Jarl och Lindqvist förena det politiska/samhällskritiska med estetisk formförnyelse. Intäkterna från Dom kallar oss mods räckte för att finansiera en lång dokumentärfilm och några andra finansiärer gick inte att hitta. Filminstitutet sa nej och det gjorde också Sandrew och TV2. Jarl och Lindqvist redigerade materialet till en 29 minuter lång kortfilm med namnet Förvandla Sverige, fragment av en långfilm 1966–1974 (1974).
Förvandla Sverige inleds med bilder på interiören från doktor Lapidus lilla lägenhet på Kungsholmen. Vi får veta att han, innan han hängde sig på sin toalett, arbetade på Säters sinnessjukhus. En 8 mm projektor snurrar i rummet och visar bisarra bilder av dansande sinnessjuka människor – bilder som påminner på Peter Weiss tidigare brutala estetik. ”Förvandla Sverige är den film jag alltid försökt göra om. Den förblir min ogjorda film. I den meningen är jag stolt över den”. Det skulle dröja 10 år fram till Jarls nästa långa dokumentär Ett anständigt liv.

### Filmcentrum och Folkets Bio
Motståndet mot den offentliga filmpolitiken tog sig för i bildandet av Filmcentrum i sin tur tog initiativet till att bilda en samarbetsorganisation för de många filmarbetarorganisationerna. Stefan Jarl ville genom dem få inflytande över de pengar filminstitutet och filmbranschen förfogade över. Det hjälpte inte mycket, det andra filmavtalet var, precis som det första, ett långfilmsavtal som i stort sett negligerade kort- och dokumentärfilmen. Som väntat motarbetades Filmcentrum av Harry Schein och Filminstitutet, men även regeringen och socialdemokratin var avogt inställda. Först efter två års uppvaktande Utbildningsdepartementet fick man till stånd ett möte och på det gehör endast för ett av sina förslag: en fond som kunde ge förhandsstöd till dokumentärfilm (H-fonden). År 1979 tilldelades den ”fria” filmen för första gången en öronmärkt summa på 1 miljon kronor, som skulle fördelas av Konstnärsnämnden. Bakom denna seger låg säkert en remissvar av Jarl och Lindqvist, ”Befria filmen”. Den svarade på en promemoria från den borgerliga regeringens statssekreterare.
I övrigt arbetade Filmcentrum med en filmkatalog som inventering av kortfilmer för icke-kommersiell distribution. Man gav ut tidningen Rapport från Filmcentrum. Senare bytte tidningen namn till Film & TV som i februari 2014 kom ut med sitt sista nummer, ”Folkets Bio 1973-2013 – De första 40 åren”. Jarl har hela tiden varit en flitig debattör i tidningen. Filmcentrum har decentraliseras till regioner, norr, Stockholm, syd och väst. Man har, förutom filmdistribution, bland annat även en omfattande kursverksamhet.
Jarls viktigaste filmpolitiska insats för framtiden är startandet av Folkets Bio. Äntligen fanns pengar att söka, men för att kunna göra det var man tvungen att även ha biografvisningen säkerställd. Genom att få en betalande publik till egna biografer kunde Filmcentrum också bygga en produktionsfond.
Föreningen Folkets Bio bildades år 1973. Jarl samlade ihop pengar till en filmkamera för 16 000 och en källarlokal hyrdes. Snart flyttade man in på Ritio på Högbergsgatan med 600 platser och publiken började strömma till. Jarl, som bodde i närheten fungerade som biografföreståndare. Att Folkets Bio nu kunde visa de filmer som Filmcentrum distribuerade gjorde att den svenska dokumentärfilmen fick ett kraftigt uppsving under 1970-talet. Jarl hjälpte också, med intäkter och prispengar att starta Folkets Bio biografer i flera städer. Produktionsfonden blev pengar över till att köpa Zita på Birger Jarlsgatan. Nu fick Folkets Bio äntligen få en komfortabel trippelbiograf med för den tiden optimal teknik, och med restaurang och medieverkstad i anslutning. År 1983 fick Folkets Bio en Guldbagge för sin verksamhet.
Idag har Folkets Bio 17 biografer från Luleå i norr till Malmö i Söder. I dag, då SF i praktiken har monopol på biografvisad film i Sverige, är det tack vare Folkets Bio som det är möjligt att utanför universitets- och storstäder visa annat än amerikansk och svensk mainstreamfilm. Det är också den enda biografkedjan som visar kortfilm på bio.

## Fortsatt filmande (1976–idag)

### Ett anständigt liv (1979)
1976 inledde Jarl arbetet med Ett anständigt liv, en fristående fortsättning på Dom kallar oss mods. Vänner ställde upp med filmutrustning och allehanda hjälp, och till slut hade filmen medproducenter. Pengar fick han loss genom att kontakta institutioner som exempelvis Socialstyrelsen och Brottsförebyggande rådet. Därefter fick han förhandsstöd från H-fonden för att färdigställa filmen, men utan att kunna avlöna någon i projektet.
Handling: Efter elva år får vi återigen träffa Kenta och Stoffe. Båda har familj. Kenta har klarat sig bäst, han har jobb, medan Stoffe fastnat i ett heroinmissbruk. När de träffas igen försöker Kenta få Stoffe att slå av på takten med drogerna, men Stoffe är onåbar och dör senare av en överdos på en toalett vid T-Centralen i mars 1978.
Filmen som hade premiär 1979 var utsåld i över ett år och man kunde räkna till över 300 000 biobesökare. Tyvärr fick filmen, på grund av en drastisk hyreshöjning, lämna Bio Ritio och pengarna tillföll SF. Det blev ändå ett stort överskott som förutom till fortsatt film gick till uppbyggnaden av Folkets Bio. Ett anständigt liv fick en Guldbagge för bästa regi och utnämndes till Årets Film. Att den även fick högsta möjliga kvalitetsstöd var en triumf för den fria filmen.

### Naturens hämnd (1983)
Handling: En film om sambandet mellan människa och natur, om den manipulativa naturuppfattningen som tar sig uttryck i människans tro på att hon är Naturens Herre. Ljud och musik av Ulf Dageby.

### Själen är större än världen (1985)
Handling: Filmen följer den 37-årige diskuskastaren Ricky Bruch under hårdträning. Trots goda resultat blir han inte uttagen till OS och man säger att det beror på att han kritiserat friidrottsledningen. Efter besvikelsen börjar Ricky träna igen och gör en sensationell kastserie med det svenska rekordkastet på över 71,26 m.

### Hotet (1986)
Handling: ”Lördagen den 26 april 1986 kom våren till Sverige. Samma dag exploderade i Tjernobyl ett av Europas kärnkraftverk. Det är därifrån de ljumma vårvindarna blåste mot Skandinavien. Sverige drabbades mer än något annat land av det radioaktiva giftet. ”Jag befann mig då i Norrland för att spela in en film. Men jag fick ändra mina planer. Den här filmen, som jag gjorde istället, trodde jag aldrig att jag skulle tvingas göra.” Så inleder Jarls berättarröst filmen. Därefter får vi i bilder det radioaktiva molnet genom allt tränger sig in i samernas liv.
Om samernas liv har Jarl också gjort filmen Jåvna renskötare (1991).

### Goda människor (1990)
Samproduktion med Filminstitutet, Folkets Bio med flera. Spelfilm med bland andra Ernst Günther, Peter Hesse Overgaard och Karin Nordström.
Handling: Till en liten by på Österlen i Skåne har en pappa och hans son, Viggo, nyligen flyttat. En dag hittar pojken en skadad rovfågel som han tar hand om och genom denna händelse förändras hans liv. Viggo börjar skolka från skolan, dra sig undan kompisarna och tillbringa alltmer tid i skogen hos fågeln. Men det är också en berättelse om människans samband med naturen, om motviljan om att underkasta sig civilisationens tröja, mot att bli stor och vuxen.

### Det sociala arvet (1993)
Handling: Vi får träffa Kenta och Stoffes och deras bekantas barn och kontakten mellan dem och deras föräldrar. Gustaf Jonssons tes, att barn ärver sina föräldrars problem, som titeln syftar till bevisas inte entydigt. För många har det gått bra.
Med kortfilmen Epilog 2006 avslutades Modstrilogin. Den lever numer sitt eget liv.

### Liv till varje pris (1998)
Handling: Ett kärleksfullt porträtt av vännen. Filmen genljuder av ekon av hans glada skånska fältrop. En film att röras till tårar av, en film där gapskrattet lurar runt hörnet. Thommy Berggren är ciceron.

### Jag är din krigare (1997)
Spelfilm för barn och ungdom.
Handling: Kim ger indianen ett heligt löfte att försvara naturen mot alla inkräktare. Med pilbåge, kniv och sinnrika fällor tar han strid mot alla hot. En liten rävunge blir hans bästa vän. Men kan man överleva i vildmarken ensam, om man bara är 12 år? Det måste gå! Han har ju fått ett uppdrag.

### Muraren (2002)
Handling: Muraren är ett porträtt av skådespelaren Thommy Berggren och borrar sig ner i bakgrund och uppväxt och avslöjar tidigare okända sidor och sammanhang. Filmen diskuterar frågar som: Vad är konst? Vad är liv? Vad skiljer bra konst från den dåliga.

### Terrorister – en film om dom dömda (2003)
Terrorister – en film om dom dömda gjordes tillsammans med Lukas Moodysson.
Handling: Det är två år efter Göteborgskravallerna. Vi har fått höra det officiella Sverige kalla demonstranterna i Göteborg för ligister och huliganer, ja, rent av terrorister. Så här sa statsminister Göran Persson i TV: Det här är en militärt organiserad grupp, med god utrustning, bra samband, utomordentligt väl planerat och med stora ekonomiska resurser, som syftar till att stoppa en demokratisk process.Idag höjs kritiska röster som menar att laglösheten på gatan i Göteborg bleknar i jämförelse med laglösheten under de efterföljande processerna och att efterspelet till kravallerna är en stor rättsskandal. Vilka var aktivisterna som reste till Göteborg? Hur tänkte de och hur såg de på världen? Jarl och Moodysson åker runt och pratar med drygt 60 dömda som tilldelats sammanlagt 45 års fängelse. Det blev ett omtumlande, provokativt och utmanande möte mellan de unga aktivisterna och de två filmarna.

### Flickan från Auschwitz (2005)
Handling: Flickan från Auschwitz är ett porträtt av den legendariska journalisten och författaren Cordelia Edvardson. Hon var bara fjorton år när hon ensam, utan sin familj sattes i koncentrationsläger, först i Theresienstadt och sedan i Auschwitz. Mot alla odds lyckades hon överleva och räddades vid krigsslutet till Sverige. Här förde hon kampen tillbaka till livet. Som invandrare, kvinna, och med ett främmande språk skapade hon sig en position inom sitt yrke, journalistens. Efter att ha bildat familj och fött fem barn, flyttade hon till Jerusalem. Cordelia är idag död, men som den humanist hon var, gav hon inte upp sitt engagemang.

### Underkastelsen (2010)
Handling: Underkastelsen är en film om de hundratals kemikalier vi alla idag bär i vårt blod, som ett resultat av den oerhörda mängd kemikalier vi sedan andra världskriget spritt i vår miljö och underkastat oss.

### Godheten (2013)
Handling: Godheten tar tempen på ”tidens anda” av girighet, egoism, dyrkan av Mammon, överklassens återkomst, bonusar, riskkapitalister och privatiseringar av det allmänna, framväxten av ett nytt klassamhälle med tilltagande ojämlikhet, utslagning och ökande våld. Kort sagt: en film om förlusten av det gemensamma. Thommy Berggren medverkar i rollen som Den Girige och som sig själv, tillsammans med ekonomer och samhällsanalytiker samt ett par engelska professorer, Richard Wilkinson och Kate Picket.
Filmen fick Svenska kyrkans filmpris 2013 med motiveringen ”Med övertygande allvar och humor skildrar Stefan Jarl i Godheten vårt penningstyrda samhälle där människan och livets värden marginaliseras. Godheten får oss att se det vi förlorar.”

## Filmografi
- 1966 S-tänk (kf), medregissör Jan Lindqvist
- 1966 S-tänk (kf), medregissör Jan Lindqvist
- 1966 Snutarna, (kf) medregissör Jan Lindqvist
- 1968 Dom kallar oss mods / They Call Us Misfits, medregissör Jan Lindqvist[a]
- 1969 Bekämpa byråkratin, (kf) kollektivfilm
- 1973 Gisslan berättar, (kf)
- 1974 Förvandla Sverige, (kf), medregissör Jan Lindqvist
- 1975 Bojkott, (kf), kollektivfilm
- 1976 Vi har vår egen sång – musikfilmen, kollektivfilm
- 1979 Ett anständigt liv / A Decent Life[a]
- 1981 Memento mori (kf)
- 1983 Naturens hämnd / Nature's Revenge[b]
- 1984 En av oss (kf)
- 1985 Själen är större än världen / The Soul Is Greater Than The World[b]
- 1986 Hotet / Uhkkadus / Threat[b]
- 1989 Tiden har inget namn / Time Has No Name[b]
- 1990 Goda människor / Good People
- 1991 Jåvna, renskötare år 2000 / Jåvna, Reindeer Herdsman In The Year 2000[b]
- 1992 Det sociala arvet / From Misfits To Yuppies[a]
- 1993 Samernas land / Same Ätnam / Land Of The Lapps, (kf)[b]
- 1997 Jag är din krigare / I Am Your Warrior
- 1998 Liv till varje pris / Life At Any Cost[b]
- 1999 De hemlösa / Homeless (kf)[b]
- 2000 The Jan Troell band (kf)
- 2001 Skönheten skall rädda världen / Beauty Will Save The World[b]
- 2001 Gästgivargår'n / The Country Inn[b]
- 2002 Hårdare tag, (kf)[b]
- 2002 Muraren/ The Bricklayer[b] Om Tommy Berggren
- 2003 Terrorister – en film om dom dömda/ Terrorists – The Kids They Sentenced, medregissör Lukas Moodysson:: Om Göteborshändelserna
- 2004 Paradise lost / Paradise Lost, (kf)[b]
- 2005 Flickan från Auschwitz / The Girl from Auschwitz
- 2006 Epilog (kf)
- 2006 Kor är fina / Cows are nice (kf)
- 2008 Min kompis kajan (kf)
- 2009 Om kajors intelligens (kf)
- 2010 Underkastelsen / Submission
- 2011 Underkastelsen (Bakomfilm)
- 2013 Godheten / Decency
- 2015 Homo Narrans – Hennings testamente
- 2018 Innan vintern kommer
- 2021 Brevfilmen
- 2023 Själen för fan (kf)[b][6]
- 2023 Rannsakan (kf)[b][6]

### Fotnoter
1. 1 2 3  Distribuerad av SF
2. 1 2 3 4 5 6 7 8 9 10 11 12 13 14 15  Distribuerad av Folkets bio på DVD

## Priser och utmärkelser i urval
- 1968 – Chaplin-priset för Dom kallar oss mods
- 1979 – Guldbagge för bästa regi, samt Svenska filmkritikerförbundets pris, för Ett anständigt liv
- 1983 – Filmbranschens pris
- 1990 – Guldbagge för Kreativa insatser
- 1992 – IDA (International Documentary Association) Awards samt Amerikanska filmkritikerförbundets pris för Hotet
- 1993 – Svenska filmkritikerförbundets pris, Europeiska filmpriset FELIX, Artespriset samt Svenska Filmakademins silverplakett för Det sociala arvet
- 1997 – Festivalpris, Giffoni för Jag är din krigare (bästa regi)
- 1998 – Skaraborgs läns landstings kulturstipendium (38 000 kr)
- 1999 – IOGT-NTO:s Ture Nermans pris (15 000 kr)
- 2002 – Göteborgspostens och Göteborgs filmfestivals Nordiska Publikpris för Muraren (200 000 kr och statyetten Filmräven)
- 2004 – Life Time Achievement Award vid Thessaloniki Documentary Festival
- 2007 – Sveriges Förenade Filmstudios glasstatyett samt 10 000 kr[7]
- 2011 – Västra Götalandsregionens Kulturpris samt Cancer- och Allergifondens miljömedicinska pris på en halv miljon kronor (delat med KI-professorn Bengt Fadeel) för Underkastelsen[8][9]
- 2012 –  Hedersdoktor vid Karlstads universitet [2]
- 2013  – Svenska kyrkans filmpris 2013[10]
- 2017 – Leninpriset[11]
- 2017 – Teaterförbundets guldmedalj för ”utomordentlig konstnärlig gärning”[12]

### Böcker och artiklar ur antologier i urval
- Birkvad, Sören och Jan Anders Diesen, Autentiske intrykk. Möte med ni skandinaviske dokumentarfilmskaparar (Oslo: Det Norske Samlaget, 1994)
- Croneman, Johan, ”Mods, mods, mods”,Zoom, häfte 1, 2002
- Carlsson, Petra, Fem dagar i Båstad (Göteborg: Filmkonst 2001)
- Esping, Ingrid, Kampen om verkligheten: Stefan Jarls Modstrilogi ur ett historiskt perspektiv (Stockholm: Hjalmarsson & Högberg, 2001)
- Esping, Ingrid, ”Terrorister – en film om dom dömda”, Solskenslandet. Svensk film på 2000-talet, Erik Hedling och Ann-Kristin Wallengren red. (Stockholm: Atlantis, 2006)
- Esping, Ingrid, Dokumentärfilmen som tidsresa – ”Modstrilogin” (Lund: KFS i Lund AB, 2007)
- Gustavsson, Annika, ”Stefan Jarl. Konstnär och samhällsskildrare med världsrykte”, Svensk filmografi del 8 (Stockholm: Svenska Filminstitutet och Filmhusförlaget, 1997)
- Hellman, Cyril, Stefan Jarl, en intervjubok (Stockholm: Kartago 2008)
- Nichols, Bill, ”The Voice of Documentary”, New Challenges for Documentary, Alan Rosenthal red. (Berkeley och Londond: University of California Press, 1988)
- Nilsson, Karl Ola, ”’Förnekar ni historien, drar vi den igen’. Om 1970-talets dokumentärfilm”, Svensk filmografi, del 7 (Stockholm: Svenska Filminstitutet, 1989)
- Svenstedt, Carl Henrik, ”Dom kallar oss mods”, Svensk Filmografi, del 6 (Stockholm: Svenska Filminstitutet, 1977)
- Sörenssen, Björn, ”Från fluga på väggen till fluga i soppan. Om Stefans Jarls 'Modstrilogi'”, Blågult flimmer. Svenska filmanalyser, Erik Hedling red. (Lund: Studentlitteratur, 1998)
- Sörenssen, Björn, Å fange virkeligheten. Dokumentarfilmens århundre (Oslo Universitetsforlaget, 2001)
- Weman, Mats, Rebell i verkligheten. Stefan Jarl och hans filmer (Göteborg: Filmkonst nr 7, 1991)